# František Dohnal
František Dohnal (* 31. Juli 1876 in Čelčice; † 28. Juli 1956 in Prostějov) war tschechischer römisch-katholischer Priester, Poet, Dramaturg, Literaturkritiker, Essayist und Übersetzer; er publizierte auch unter dem Pseudonym František Léman.

## Leben
Dohnal besuchte 1888–1892 die Schule in Staré Brno (deutsch: Alt-Brünn, heute ein Ortsteil von Brünn), dann in Brünn das Gymnasium, wo er 1896 das Abitur ablegte, und studierte anschließend ebenfalls in Brünn am bischöflichen Seminar die Theologie; 1900 wurde er geweiht. Er war danach als Geistlicher tätig, unter anderem 1900–1907 als Kaplan in Nové Hvězdice bei Vyškov, 1907–1923 als Priester in Šardice bei Kyjov sowie 1923–1937 in Křižanovice bei Bučovice, später in Prostějov.
Dohnal war ab 1913 Mitglied in Družina literární a umělecká, einer Vereinigung katholischer Schriftsteller, die 1913 bis 1948 in Olomouc existierte und teilweise auch Werke katholischer Schriftsteller herausgab. Er redigierte die Zeitschriften Záboj, Obzor und Nový obzor (eine katholische literarische Revue), wo er katholische Schriftsteller vereinigen wollte.
Dohnal übersetzte aus dem Französischen, Deutschen, Dänischen und Polnischen.

## Werke
- Zklamané touhy: Básně, Družina literární a umělecká, Olomouc 1917
- Studie a profily. Řada I, Johannes Jörgensen. Björnstjerne Björnson. Adam Mickiewicz, Družina literární a umělecká, 	Olomouc 1930
- Studie a profily. Řada II, Umění a náboženství, Družina literární a umělecká, Olomouc 1933
- Fantomy, Družina literární a umělecká, Olomouc [1935]
- Píseň o stříbrných mořích, Družina literární a umělecká, Olomouc [1935]
- Poutníci a trosečníci absolutna, Družina literární a umělecká, Olomouc 1939
- Z mého psalteria: Básně, Družina literární a umělecká, Olomouc 1939
- Svatý Václav: drama o třech jednáních, Matice Cyrilometodějská, Olomouc 1941
- Žalm českého lidu: Verše, Družina literární a umělecká, Olomouc 1945